# Südafrikanische Cricket-Nationalmannschaft in den West Indies in der Saison 2021
Die Tour der südafrikanischen Cricket-Nationalmannschaft auf die West Indies in der Saison 2021 fand vom 10. Juni bis zum 3. Juli 2021 statt. Die internationale Cricket-Tour war Bestandteil der Internationalen Cricket-Saison 2021 und umfasst zwei Tests und fünf Twenty20s. Die Tests waren Teil der ICC World Test Championship 2019–2021. Südafrika gewann die Test-Serie 2–0 und die Twenty20-Serie 3–2.

## Vorgeschichte
England spielte zuvor eine Tour gegen Neuseeland, Sri Lanka eine Tour in Bangladesch. Das letzte Aufeinandertreffen der beiden Mannschaften bei einer Tour fand in der Saison 2019/20 in Sri Lanka statt.

## Stadien
Die folgenden Stadien wurden für die Tour als Austragungsort vorgesehen.
| Stadt        | Staat       | Stadion                               | Kapazität | Spiele       |
| ------------ | ----------- | ------------------------------------- | --------- | ------------ |
| Gros Islet   | Saint Lucia | Darren Sammy National Cricket Stadium | 20.000    | 1. & 2. Test |
| St. George’s | Grenada     | Grenada National Stadium              | 20.000    | 1. – 5. T20  |

## Kaderlisten
Südafrika benannte seinen Kader am 18. Mai 2021.
Die West Indies benannten ihren Twenty20-Kader am 18. Mai und ihren Test-Kader am 4. Juni 2021.
| Test | Test | Twenty20 | Twenty20 |
| West Indies | Südafrika | West Indies | Südafrika |
| --- | --- | --- | --- |
| - Kraigg Brathwaite (K) - Jermaine Blackwood (VK) - Nkrumah Bonner - Darren Bravo - Roston Chase - Rahkeem Cornwall - Joshua Da Silva (wk) - Shannon Gabriel - Jason Holder - Shai Hope (wk) - Alzarri Joseph - Kyle Mayers - Kieran Powell - Kemar Roach - Jayden Seales | - Dean Elgar (K) - Temba Bavuma (VK) - Quinton de Kock (wk) - Sarel Erwee - Beuran Hendricks - Marco Jansen - George Linde - Keshav Maharaj - Lungi Ngidi - Aiden Markram - Wiaan Mulder - Anrich Nortje - Keegan Petersen - Kagiso Rabada - Tabraiz Shamsi - Prenelan Subrayen - Rassie van der Dussen - Kyle Verreynne - Lizaad Williams | - Kieron Pollard (K) - Nicholas Pooran (VK) - Fabian Allen - Dwayne Bravo - Sheldon Cottrell - Fidel Edwards - Andre Fletcher (wk) - Chris Gayle - Shimron Hetmyer - Jason Holder - Akeal Hosein - Evin Lewis - Obed McCoy - Andre Russell - Lendl Simmons - Kevin Sinclair | - Temba Bavuma (K) - Quinton de Kock (VK) - Bjorn Fortuin - Beuran Hendricks - Reeza Hendricks - Heinrich Klaasen - George Linde - Sisanda Magala - Janneman Malan - Aiden Markram - David Miller - Wiaan Mulder - Lungi Ngidi - Anrich Nortje - Andile Phehlukwayo - Dwaine Pretorius - Kagiso Rabada - Tabraiz Shamsi - Rassie van der Dussen - Kyle Verreynne - Lizaad Williams |

## Tests

### Erster Test in Gros Islet
| 10. – 12. Juni Scorecard | Gros Islet | West Indies 97 (40.5) & 162 (64)                | – | Südafrika 322 (96.5) |
|                          |            | Südafrika gewinnt mit einem Innings und 63 Runs |   |                      |

Die West Indies gewannen den Münzwurf und entschieden als Schlagmannschaft zu beginnen. Als Spieler des Spiels wurde Quinton de Kock ausgezeichnet.

### Zweiter Test in Gros Islet
| 18. – 21. Juni Scorecard | Gros Islet | Südafrika 298 (112.4) & 174 (53) | – | West Indies 149 (54) & 165 (58.3) |
|                          |            | Südafrika gewinnt mit 158 Runs   |   |                                   |

Die West Indies gewannen den Münzwurf und entschieden als Feldmannschaft zu beginnen. Als Spieler des Spiels wurde Kagiso Rabada ausgezeichnet.

## Twenty20 Internationals

### Erstes Twenty20 in St. George’s
| 26. Juni Scorecard | St. George’s | West Indies 161-2 (15)             | – | Südafrika 160-6 (20) |
|                    |              | West Indies gewinnen mit 8 Wickets |   |                      |

Die West Indies gewannen den Münzwurf und entschieden als Feldmannschaft zu beginnen. Als Spieler des Spiels wurde Evin Lewis ausgezeichnet.

### Zweites Twenty20 in St. George’s
| 27. Juni Scorecard | St. George’s | West Indies 150-9 (20)        | – | Südafrika 166-7 (20) |
|                    |              | Südafrika gewinnt mit 16 Runs |   |                      |

Die West Indies gewannen den Münzwurf und entschieden als Feldmannschaft zu beginnen. Als Spieler des Spiels wurde George Linde ausgezeichnet.

### Drittes Twenty20 in St. George’s
| 29. Juni Scorecard | St. George’s | Südafrika 167-8 (20)        | – | West Indies 166-7 (20) |
|                    |              | Südafrika gewinnt mit 1 Run |   |                        |

Die West Indies gewannen den Münzwurf und entschieden als Feldmannschaft zu beginnen. Als Spieler des Spiels wurde Tabraiz Shamsi ausgezeichnet.

### Viertes Twenty20 in St. George’s
| 1. Juli Scorecard | St. George’s | West Indies 167-6 (20)          | – | Südafrika 146-9 (20) |
|                   |              | West Indies gewinnt mit 21 Runs |   |                      |

Südafrika gewann den Münzwurf und entschied als Feldmannschaft zu beginnen. Als Spieler des Spiels wurde Kieron Pollard ausgezeichnet.

### Fünftes Twenty20 in St. George’s
| 3. Juli Scorecard | St. George’s | Südafrika 168-4 (20)          | – | West Indies 143-9 (20) |
|                   |              | Südafrika gewinnt mit 25 Runs |   |                        |

Südafrika gewann den Münzwurf und entschied als Schlagmannschaft zu beginnen. Als Spieler des Spiels wurde Aiden Markram ausgezeichnet.

## Auszeichnungen

### Player of the Series
Als Player of the Series wurden der folgende Spieler ausgezeichnet.
| Serie    | Player of the Series |
| -------- | -------------------- |
| Test     | Quinton de Kock      |
| Twenty20 | Tabraiz Shamsi       |

### Player of the Match
Als Player of the Match wurden die folgenden Spieler ausgezeichnet.
| Spiel       | Player of the Match |
| ----------- | ------------------- |
| 1. Test     | Quinton de Kock     |
| 2. Test     | Kagiso Rabada       |
| 1. Twenty20 | Evin Lewis          |
| 2. Twenty20 | George Linde        |
| 3. Twenty20 | Tabraiz Shamsi      |
| 4. Twenty20 | Kieron Pollard      |
| 5. Twenty20 | Aiden Markram       |